# 马蒂亚斯·舒曼
马蒂亚斯·舒曼（德語：Matthias Schumann，20世纪—），男，德国赛艇运动员。他曾代表东德参加1978年世界赛艇锦标赛，获得男子八人单桨有舵手金牌。